# Bill Paschal
William Avner “Bill” Paschal (* 28. Mai 1921 in Atlanta, Georgia, USA; † 25. Mai 2003 in Marietta, Georgia) war ein US-amerikanischer American-Football-Spieler. Er spielte als Runningback in der National Football League (NFL) bei den New York Giants und den Boston Yanks.

## Laufbahn

### Collegekarriere
Bill Paschal spielte bereits auf der High School Football und wurde aufgrund seiner sportlichen Leistungen in die Auswahlmannschaft von Georgia gewählt. Nach seinem Schulabschluss studierte er am Georgia Institute of Technology und spielte dort in den Jahren 1938 und 1939 Football. Aufgrund einer Knieverletzung konnte er in seinem letzten Studienjahr nicht als Footballspieler auflaufen. Die Schwere der Verletzung bedeutete zunächst das Ende seiner Footballlaufbahn. Unmittelbar nach dem Studium arbeitete er daher als Weichensteller bei der Eisenbahn. Sein ehemaliger College-Trainer machte allerdings den amerikanischen Sportjournalisten Grantland Rice auf ihn aufmerksam, der sich wiederum mit dieser Information an den Trainer der New York Giants Steve Owen wandte.

### Profikarriere
Paschal konnte bei einem Probetraining überzeugen und die Giants boten ihm im Jahr 1943 einen Vertrag mit einem Jahreseinkommen von 1.500 US-Dollar, sowie einem einmaligen Bonus von 2.500 US-Dollar an. Paschal akzeptierte und spielte für die Giants zusammen mit Tuffy Leemans als Fullback im Offensive Backfield der Giants. Paschal stellte in seinem Rookiejahr zahlreiche Saisonbestleistungen auf. Er erzielte mit die meisten Touchdowns – 12, den höchsten Raumgewinn durch Laufspiel – 572 Yards und hatte die meisten Laufversuche. Im gleichen Jahr gelang es den Giants in die Play-offs einzuziehen, wo sie allerdings vorzeitig scheiterten.
Im Jahr 1944 gewährte ihm Tim Mara, der Besitzer der Giants, ein Einkommen von 4.000 US-Dollar. Paschal trug sich in diesem Jahr erneut in die Rekordliste der Giants ein. Ihm gelangen neun Touchdowns und ein Raumgewinn von 737 Yards bei 196 Laufversuchen. Die Giants zogen in das NFL-Endspiel ein, wo sie gegen die Green Bay Packers antreten mussten. Paschal konnte in dem Spiel nicht überzeugen und erzielte mit Laufspiel lediglich einen Raumgewinn von 3 Yards. Die von Curly Lambeau betreuten Packers gewannen das Spiel mit 14:7. Im Laufe der Saison 1947 wechselte Paschal zu den Boston Yanks und beendete dort nach der Saison 1948 seine Laufbahn.

## Nach der NFL
Nach seiner Laufbahn kehrte Paschal nach Georgia zurück und leitete die Firma seiner Familie. Im Jahr 1987 setzte er sich zur Ruhe. Bill Paschal war verheiratet und hatte drei Töchter. Er ist auf dem Westview Cemetery in Atlanta beerdigt.

## Ehrungen
Bill Paschal ist Mitglied in der Georgia Sports Hall of Fame. Er wurde dreimal zum All-Pro gewählt.